# Estádio Antônio Barbosa Teixeira
O Estádio Antônio Barbosa Teixeira ou "Barbosão" como é popularmente conhecido, localiza-se no município de Coaraci e possui capacidade para 4.000 espectadores. Ele foi construído no mandato do então prefeito Antônio Lima. É aonde a seleção municipal manda suas partidas do Campeonato Intermunicipal.